# Francisco de Sales
Francisco de Sales, em francês:  François de Sales (Castelo de Sales, 21 de agosto de 1567 ─ Lyon, 28 de dezembro de 1622), foi um sacerdote católico saboiano.
Foi bispo de Genebra do século XVII e declarado santo e Doutor da Igreja pela Igreja Católica. Ficou famoso por sua profunda fé e por sua abordagem gentil aos conflitos religiosos que inflamaram sua diocese durante a Reforma Protestante. Escreveu também muitas obras sobre direção e formação espiritual, particularmente a "Introdução à Vida Devota" e ao "Tratado do Amor de Deus".

## Vida

### Primeiros anos
Francisco de Sales nasceu em 21 de agosto de 1567 no Castelo de Sales na nobre família dos Sales do Ducado de Saboia, território onde hoje está Thorens-Glières, na Alta Saboia, na França. Seu pai era François de Sales, senhor de Boisy, em Sales, e Novel. Sua mãe era Françoise de Sionnaz, filha única de um proeminente magistrado de linhagem nobre. O pai de Francisco queria que ele, o primogênito de seis filhos, estudasse nas melhores escolas para prepará-lo para a magistratura. Por isso, Francisco teve uma educação diferenciada nas cidades vizinhas de La Roche-sur-Foron e Annecy.

### Educação e conversão
Em 1583, Francisco entrou para o Collège de Clermont (rebatizado depois Lycée Louis-le-Grand) em Paris, uma instituição jesuíta, para estudar retórica e humanidades. No ano seguinte, esteve presente numa discussão teológica sobre predestinação e se convenceu que estava condenado ao inferno, o que o colocou numa profunda crise de desespero da qual só saiu em dezembro de 1586. Durante este período, ficou tão doente a ponto de passar um tempo na cama sem poder se levantar. No mês seguinte, em janeiro de 1587, com grande dificuldade, Francisco visitou a antiga paróquia de Saint-Étienne-des-Grès, em Paris, onde se ajoelhou em oração perante uma famosa estátua de Nossa Senhora do Livramento (em francês:  Notre Dame de Bonne Délivrance), uma "Virgem Negra", consagrou-se à Virgem Maria e decidiu dedicar sua vida a Deus através de um voto de castidade. Em seguida, tornou-se um terceiro da Ordem dos Mínimos.
Em 1588, Sales completou seus estudos em Clermont e matriculou-se na Universidade de Pádua, na Itália, onde estudou direito e teologia. Seu diretor espiritual era Antonio Possevino, um sacerdote da Companhia de Jesus, que o ajudou em sua decisão de também ser ordenado padre.

### Volta para o Ducado de Saboia
Em 1592, Sales recebeu seu doutorado em direito e teologia de Guido Panciroli. Depois de peregrinar para Loreto, na Itália, famosa por seu Santuário da Santa Casa, voltou para Saboia e foi contratado como advogado pelo senado de Chambéry. Enquanto isso, seu pai assegurou-lhe várias posições, inclusive um cargo de senador, e também uma rica herdeira de linhagem nobre para ser sua noiva. Porém, Francisco recusou todos os planos, preferindo manter-se fiel ao caminho que havia escolhido. Seu pai inicialmente se recusou a acreditar ou aceitar que Francisco havia escolhido o sacerdócio ao invés de realizar suas próprias ambições através de uma carreira político-militar.
Claude de Granier, que era na época bispo de Genebra, interveio e fez os arranjos para sua ordenação em 1593. Imediatamente, Francisco recebeu a tão esperada nomeação para ser o prepósito do capítulo catedrático de Genebra, a mais alta posição oficial na diocese.

### Padre e prepósito
Na nova função, Francisco se envolveu ativamente nas campanhas de evangelização entre os protestantes de Saboia, conseguindo que muitos retornassem à fé católica. Neste período, sobreviveu a diversas tentativas de assassinato. Ele viajou para Roma e Paris para forjar alianças com o papa Clemente VIII e o rei Henrique IV da França. Depois de ser nomeado bispo coadjutor de Genebra, alistou-se na Arquiconfraria da Corda de São Francisco.

### Bispo de Genebra
Em 1602, o bispo Granier morreu e Sales foi consagrado em seu lugar, mesmo morando em Annecy (atualmente na França), pois Genebra estava sob controle calvinista e, portanto, inacessível para ele. Sua diocese ficou famosa por toda a Europa por causa de sua organização eficiente, do clero zeloso e dos leigos muito bem educados, todas conquistas monumentais para a época.
Francisco atuou ainda de forma muito próxima da Ordem dos Frades Menores Capuchinhos, que era muito ativa na pregação da fé católica em sua diocese. Eles apreciaram tanto a cooperação que, em 1617, fizeram dele um oficial associado da ordem, a mais alta honraria possível para alguém que não era membro. Diz-se que, em Évian, na margem sul do Lago Genebra, São Francisco de Assis, apareceu para ele e disse: "Desejas o martírio como eu também o quis. Mas, como eu, não o terás. Terás que te tornar um instrumento de teu próprio martírio".
Durante seus anos como bispo, Sales ganhou fama como um pregador que provocava fascínio e também algo asceta. Ele era igualmente conhecido como amigo dos pobres e uma pessoa de afabilidade e compreensão sobrenaturais.

### Escritor místico
Estas últimas qualidades transpareceram principalmente nas obras de Francisco, a mais famosa delas a "Introdução à Vida Devota", que — algo raro na época — foi escrita especialmente para os leigos. Nela, ele recomendava a caridade acima da penitência como forma de progressão na vida espiritual. Sales também escreveu uma obra mística, o "Tratado do Amor Divino" e diversas outras valiosas cartas sobre a direção espiritual. Ele era famoso por sua clareza e estilo em francês, italiano e latim.
Suas obras sobre a perfeição do amor de Maria como modelo de amor a Deus influenciou Jean Eudes a desenvolver a devoção aos Corações de Jesus e Maria.

### Fundador

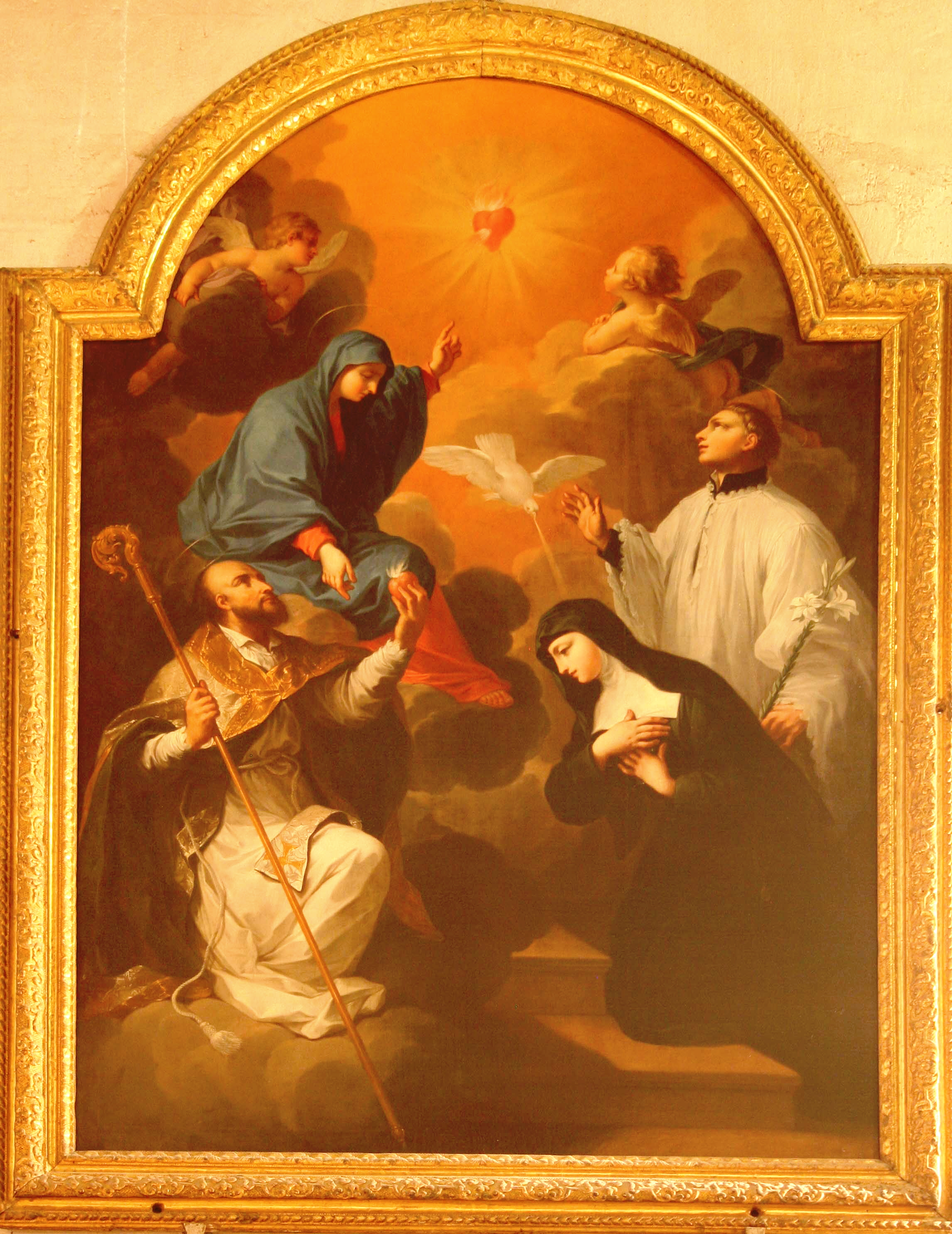
São Francisco de Sales oferecendo seu coração à Virgem Maria com Santa Joana Francisca de Chantal.
Atualmente na Catedral de Saint-Siffrein, em Carpentras, no distrito de Vaucluse, França.

Juntamente com Santa Joana Francisca de Chantal, Sales fundou a Ordem da Visitação de Santa Maria (as monjas "Visitandinas") em Annecy em 6 de junho de 1610. Apesar de sua amizade com Denis-Simon de Marquemont, o arcebispo ainda assim restringiu as liberdades da nova ordem religiosa de Sales em 1616 ao comandar que seus membros vivessem enclausurados.
Francisco de Sales também fundou uma pequena comunidade masculina, o Oratório de São Filipe Néri, em Thonon-les-Bains, com ele próprio como superior ou prepósito. Contudo, esta foi duramente aleijada por sua morte e logo desapareceu.

### Morte e veneração
Em dezembro de 1622, Sales teve que viajar com a corte de Carlos Emanuel I, o duque de Saboia, acompanhando o tour de Natal através de seus domínios. Ao chegar em Lyon, Francisco escolheu se hospedar na choupana do jardineiro do mosteiro visitandino da cidade. Ali sofreu um derrame que acabou provocando-lhe a morte em 28 de dezembro de 1622.
Apesar da resistência da população de Lyon, o corpo de Sales foi levado para Annecy, onde foi enterrado no dia 24 de janeiro de 1623 na igreja do Mosteiro da Visitação, que ele havia fundado com Chantal, que também estava enterrada ali. Os restos dos dois eram venerados ali até a Revolução Francesa, quando foram desenterrados e destruídos.
Contudo, o coração de Francisco de Sales permaneceu em Lyon para apaziguar o clamor popular, mas acabou sendo levado para Veneza durante a Revolução Francesa e lá permanece objeto de veneração até hoje.
Francisco foi beatificado em 1661 pelo papa Alexandre VII, que também o canonizou quatro anos depois. Ele foi declarado Doutor da Igreja pelo papa Pio IX em 1877.
A Igreja Católica Romana celebra atualmente a festa de São Francisco de Sales em 24 de janeiro, o dia de seu enterro em Annecy em 1624. De 1666, quando sua festa foi incluída no Calendário Geral Romano, até a reforma em 1969, depois do Concílio Vaticano II, ela foi observada no dia 29 de janeiro, uma data que ainda é observada pelos vetero-católicos.
São Francisco de Sales é chamado de "o Santo Cavalheiro" por sua paciência e gentileza.

## Patronato
Em 1923, Pio XI o proclamou patrono dos escritores e jornalistas, pois Francisco de Sales fez amplo uso de folhetos e livros para apoiá-lo na direção espiritual e nos seus esforços para converter os calvinistas de sua diocese. São Francisco também desenvolveu uma língua de sinais para conseguir ensinar a doutrina católica aos surdos e, por isso, é também considerado seu patrono.
Tendo sido fundada como o primeiro grupo de freiras não enclausuradas depois da tentativa fracassada de Francisco de Sales com sua Ordem da Visitação, as Irmãs de São José (ordem fundada em Le Puys, França, em 1650) o considera como um de seus patronos.

## Legado
No século XIX, a visão de Francisco de Sales sobre as comunidades religiosas passou por um renascimento. Diversas instituições foram fundadas no período, tanto para homens quanto para mulheres que quisessem seguir o caminho espiritual proposto por ele:
- Os Missionários de São Francisco de Sales (M.S.F.S.), fundada pelo abade Pierre Mermier em 1830, foram os primeiros.
- Os Salesianos de Dom Bosco (S.D.B.), ordem fundada por São João Bosco em 1859 (aprovada pela Santa Sé em 1874), foi batizada originalmente como "Sociedade de São Francisco de Sales", e tem em Francisco seu patrono.
- As Irmãs Oblatas de São Francisco de Sales (O.S.F.S.) foram fundadas por Santa Léonie Aviat e pelo Beato Louis Brisson, sob a direção espiritual da Venerável Marie de Sales Chappuis, V.H.M., em 1866.
- Os Oblatos de São Francisco de Sales (O.S.F.S.) foram depois fundadas por Brisson para abrigar os homens, também sob a direção de Marie de Sales, em 1875.[5]
- Padres Paulistas, nos Estados Unidos, também contam Francisco de Sales entre seus patronos.

São Francisco de Sales é reconhecido como "exemplar" pela Igreja da Inglaterra, na qual sua memoria é observada em 24 de janeiro, e na Igreja do País de Gales, na qual seu memorial foi mudado para 23 de janeiro para não coincidir com o de São Cadoc.

### Obras
- «Obras completas de Francisco de Sales» (em francês). Dom Bosco
- «Introdução à Vida Devota» 🔗 (em inglês). Christian Classics Ethereal Library
- «Introdução à Vida Devota» 🔗 (em inglês). Internet Archive
- «Set Your Heart Free] Readings from De Sales» (em inglês)
- «Spiritual Conferences» (em inglês). Oblates.org. Consultado em 4 de junho de 2014. Arquivado do original em 30 de setembro de 2013
- «The Catholic Controversy» (em inglês). Consultado em 4 de junho de 2014. Arquivado do original em 27 de setembro de 2007
- «Treatise on the Love of God» (em inglês). Christian Classics Ethereal Library
- «Praxis spiritualis». Francisco de Sales, Hermann Stortelbeck - 1614 - 575 páginas
- «Tractatus amoris divini». Francisco de Sales, Henri Lamormain - 1697
- «Philothea, seu introductio ad vitam devotam». Francisco de Sales - 1654
- «Collocutiones spirituales». Francisco de Sales, Henri Lamormain - 1648
- «Regula Salesiana oder christliche Richtschnur». Francisco de Sales, Melchior Breidenbach - 1660
- «Introduction la la vie devote». Francisco de Sales - 1648 - 378 páginas
- Lettres, François (de Sales) - Volume 1 - volume 2 volume 3 - volume 4 - volume 5